# Гадинківці

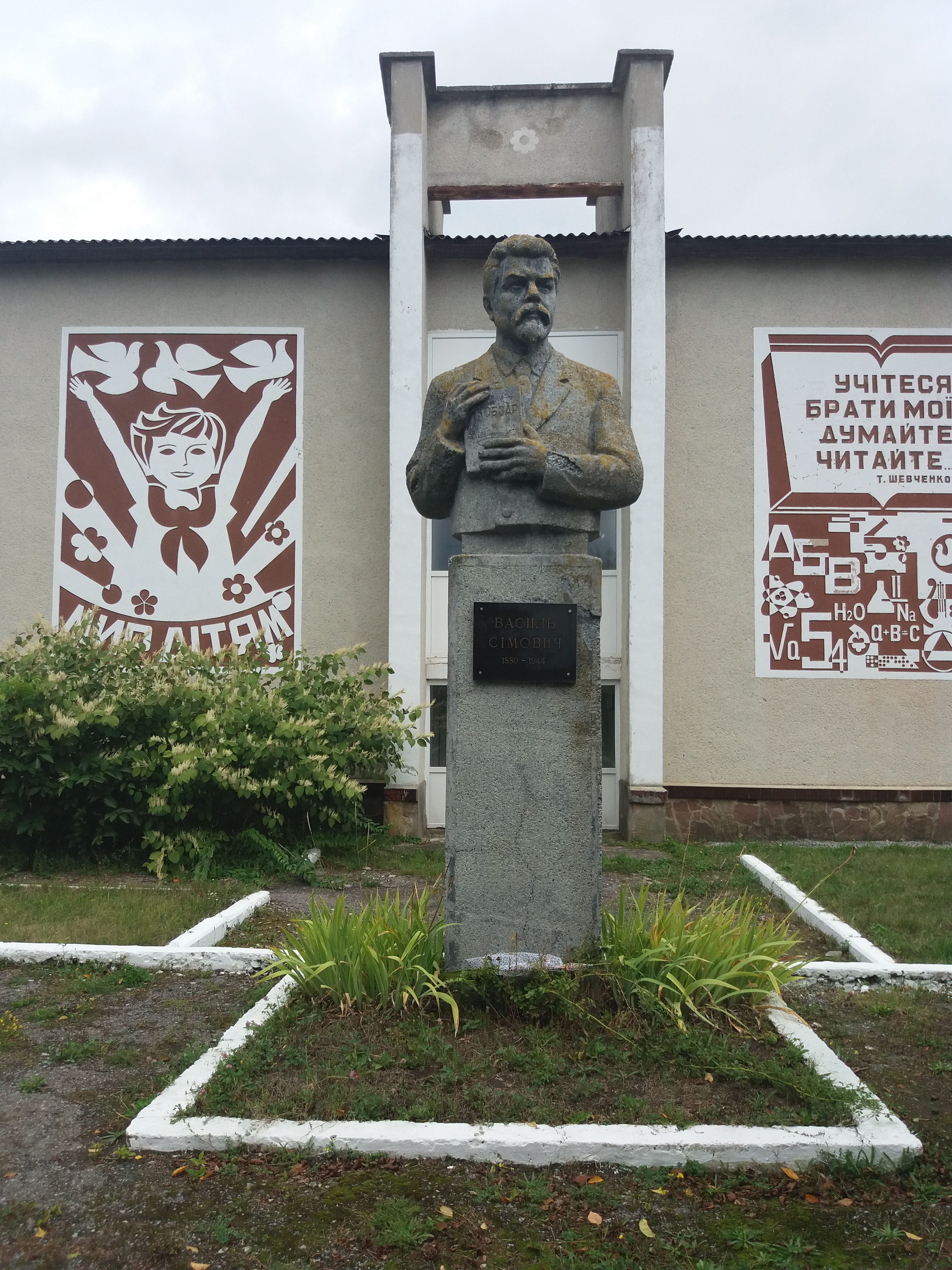
Пам'ятник філологу, мовознавцю, діячу культури Сімовичу Василю Івановичу

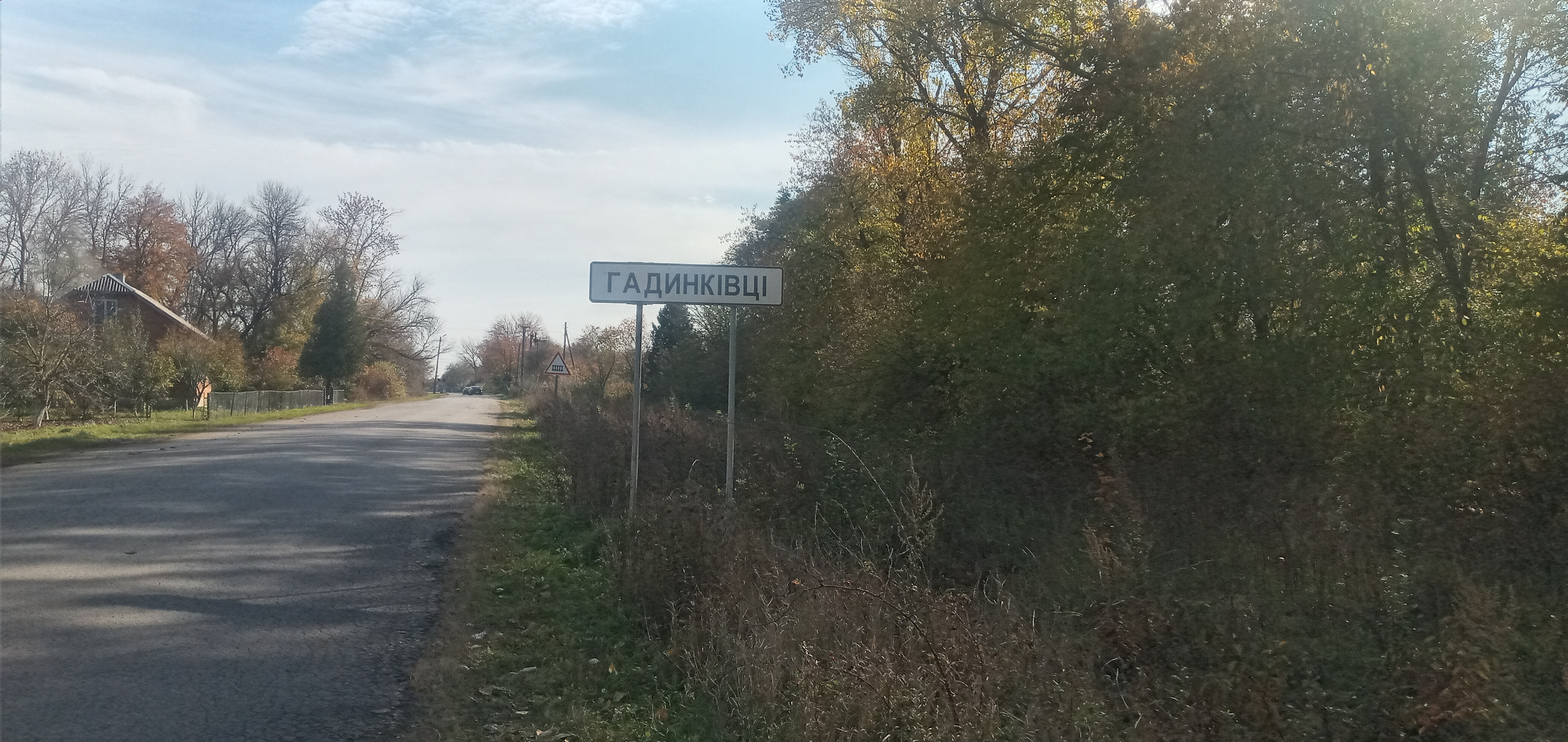
Дорожній знак на в'їзді у село Гадинківці

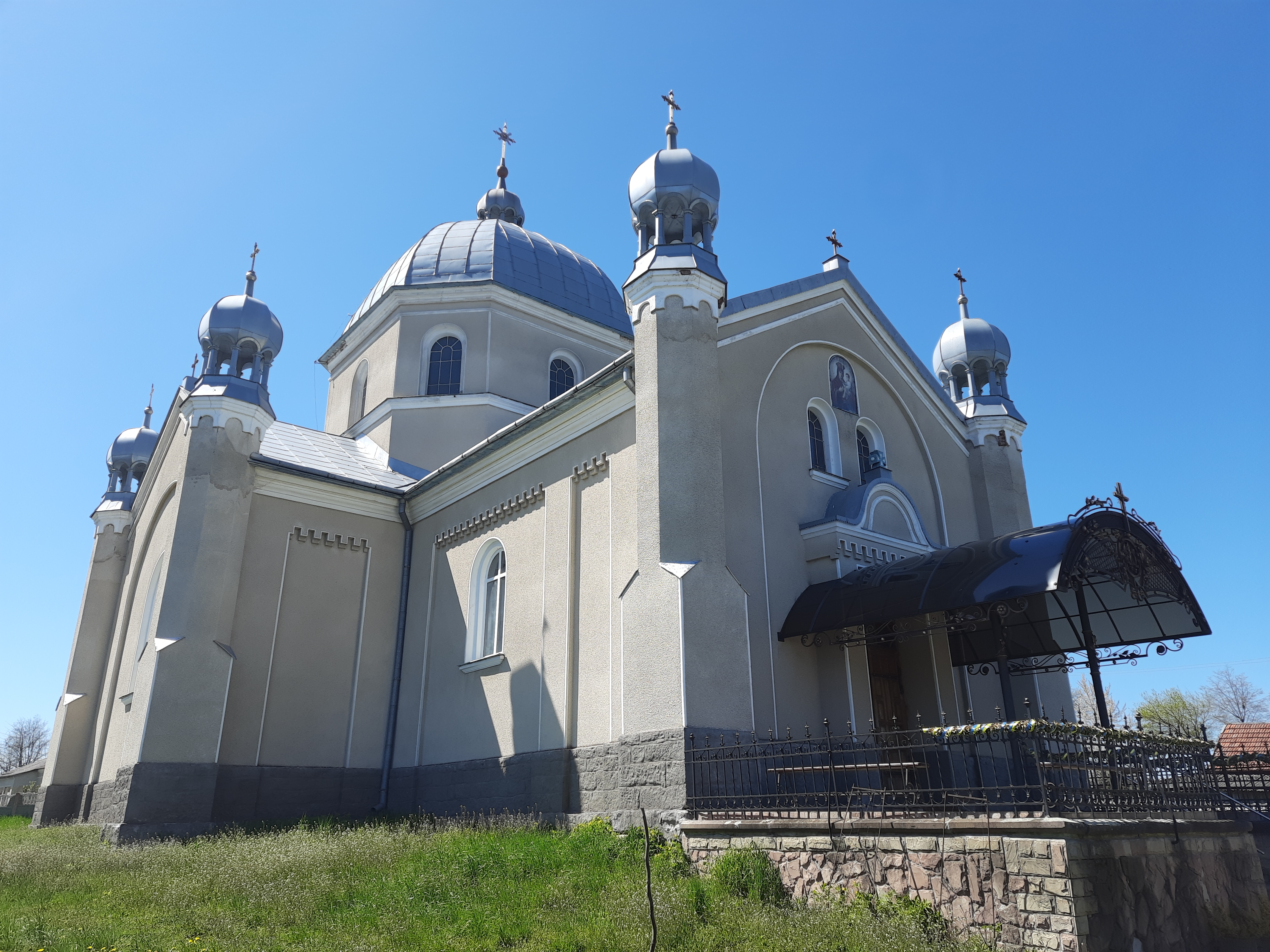
Церква Різдва Пресвятої Богородиці

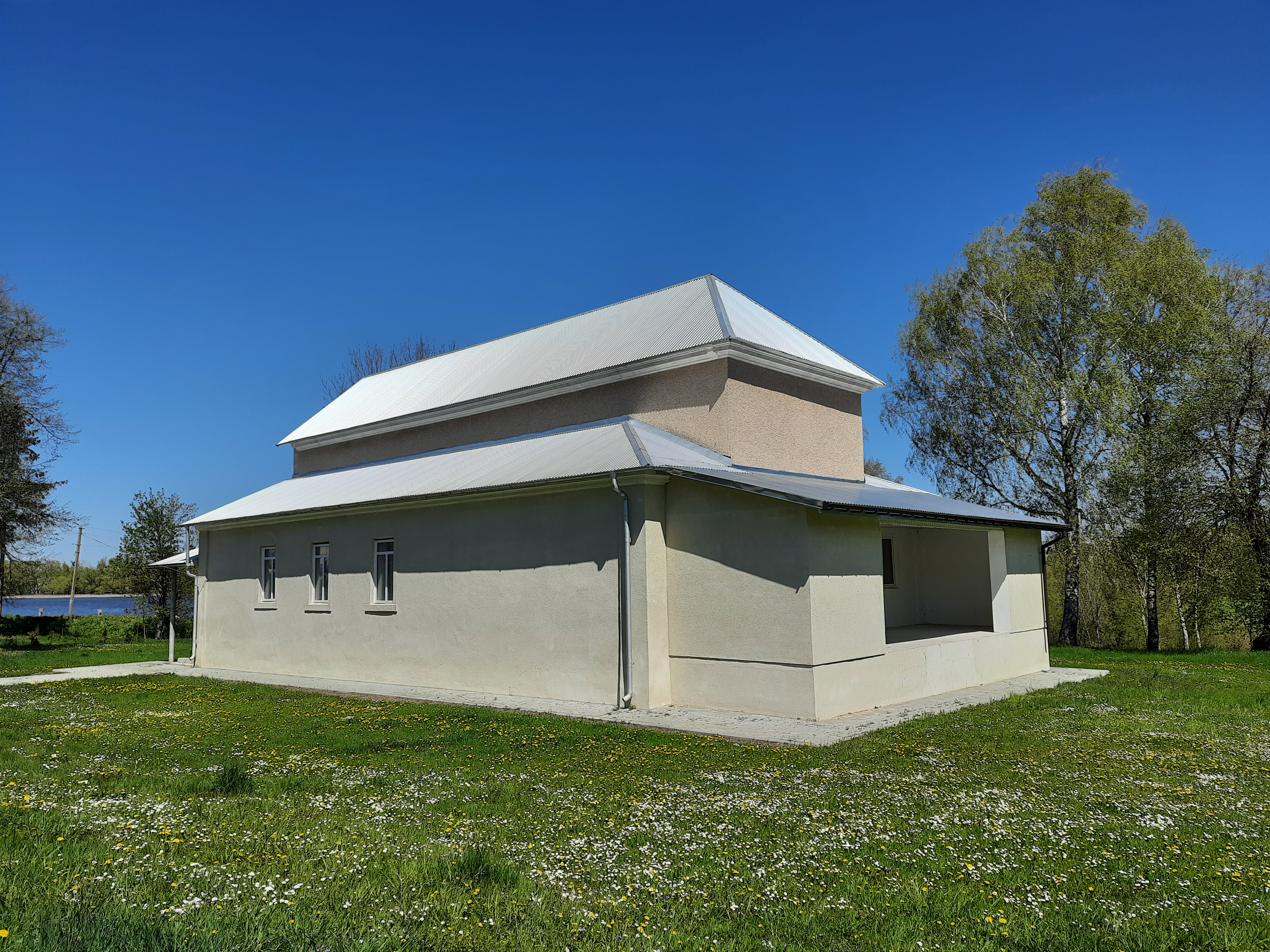
Колишній костел Серця Ісуса (зараз тут клуб)

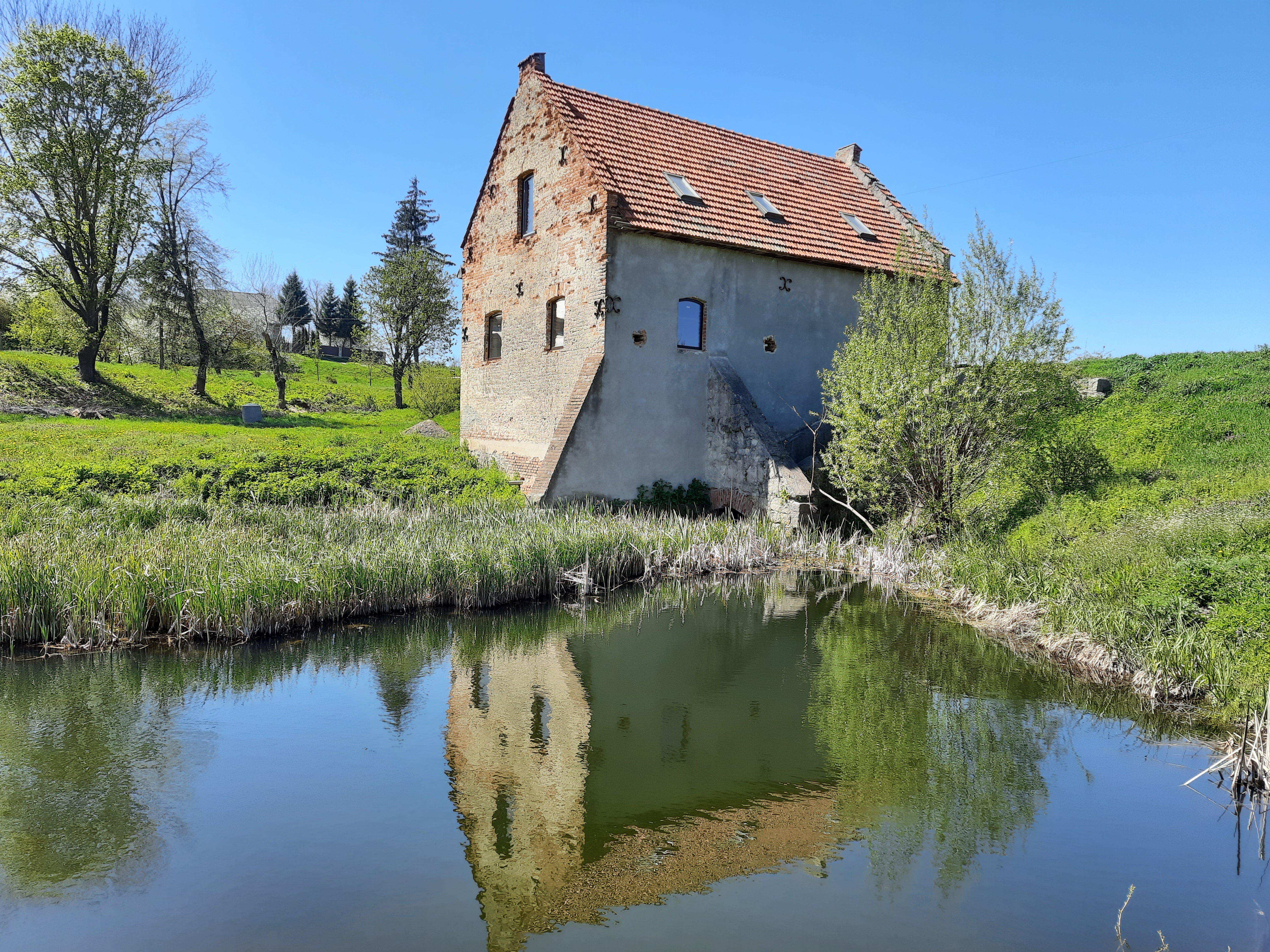
Старий водяний млин

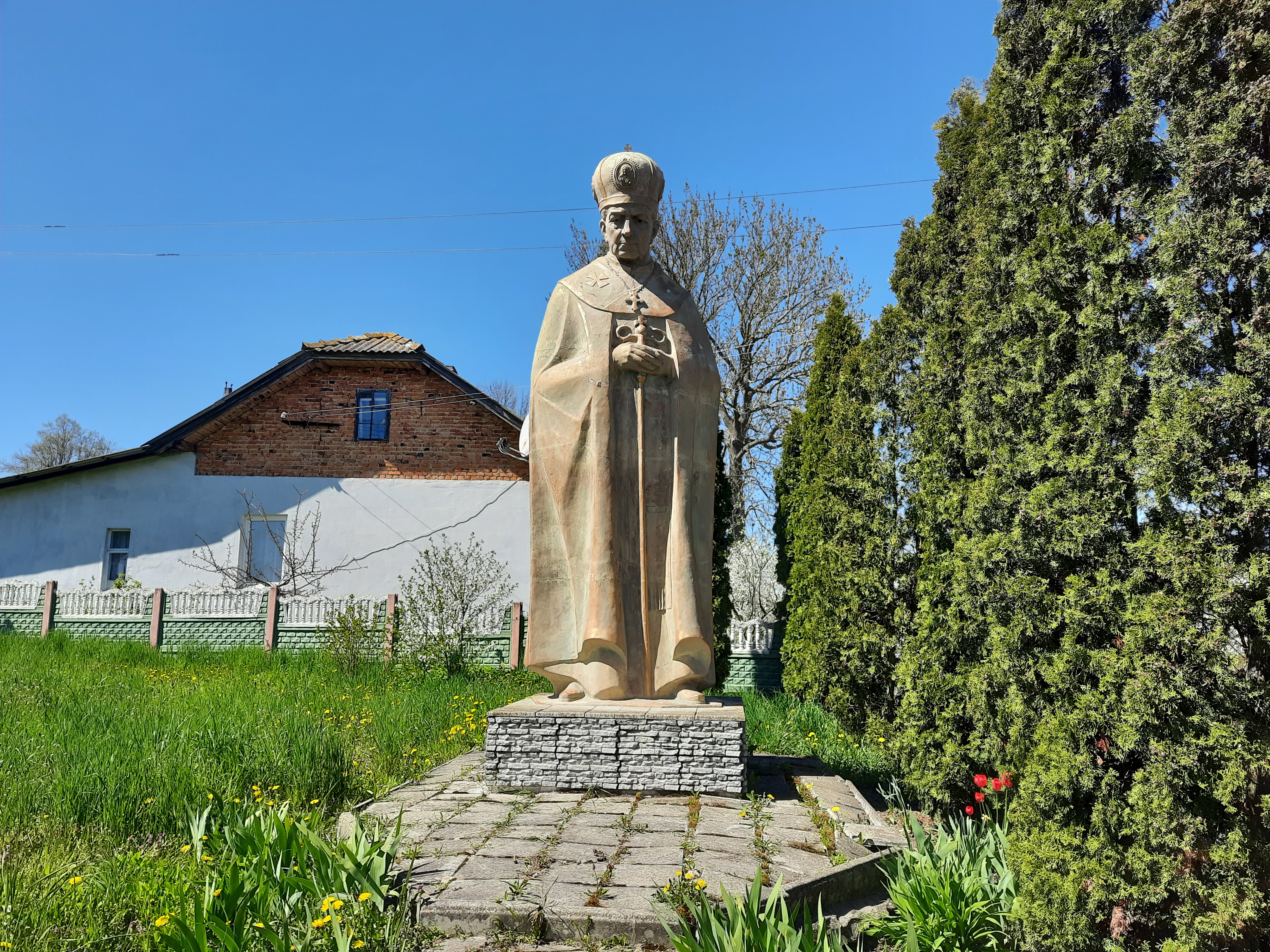
Пам'ятник уродженцю села єпископу УГКЦ Григорієві Хомишину (2009; скульптор Іван Мулярчук)

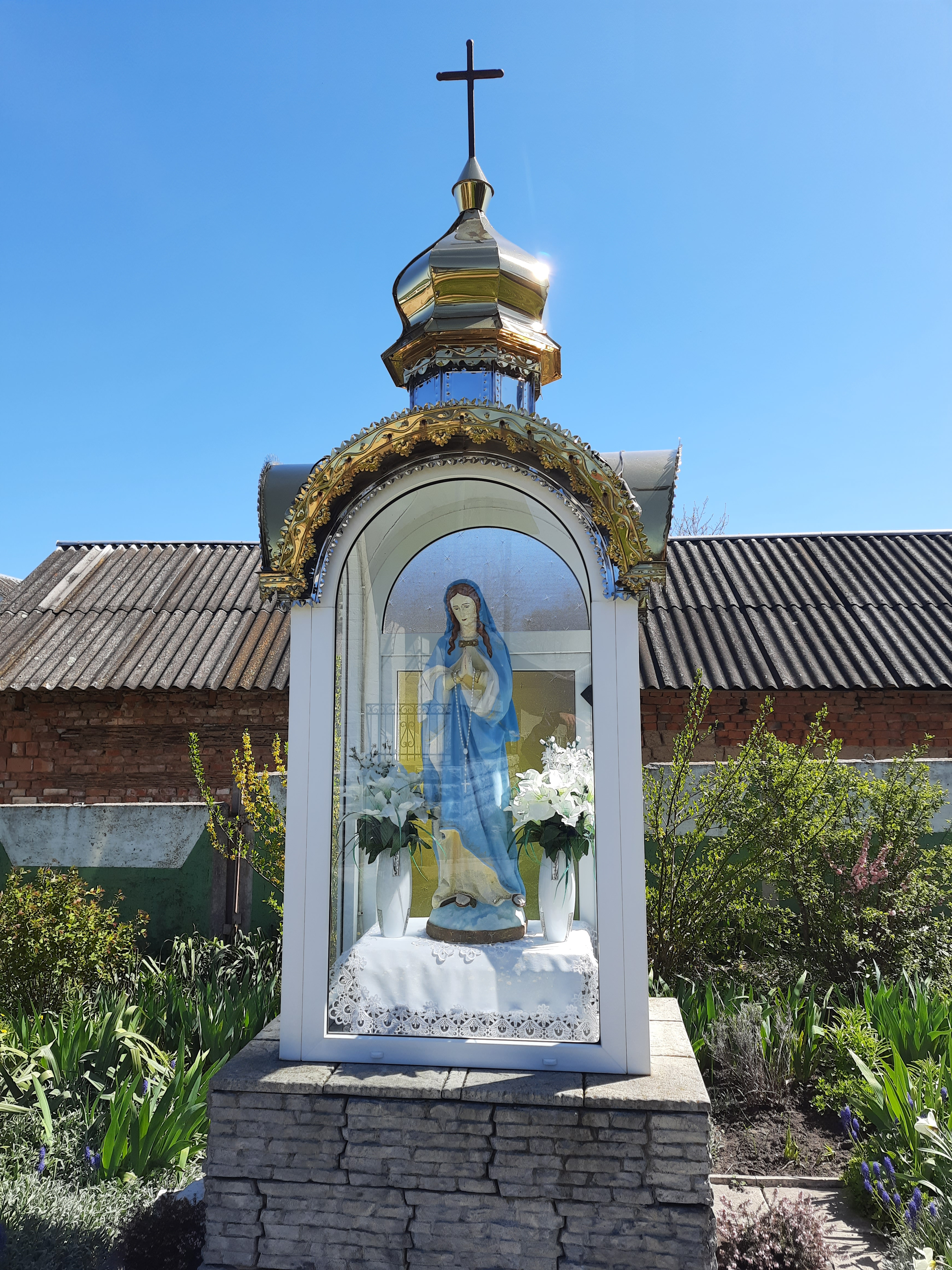
Статуя Божої Матері

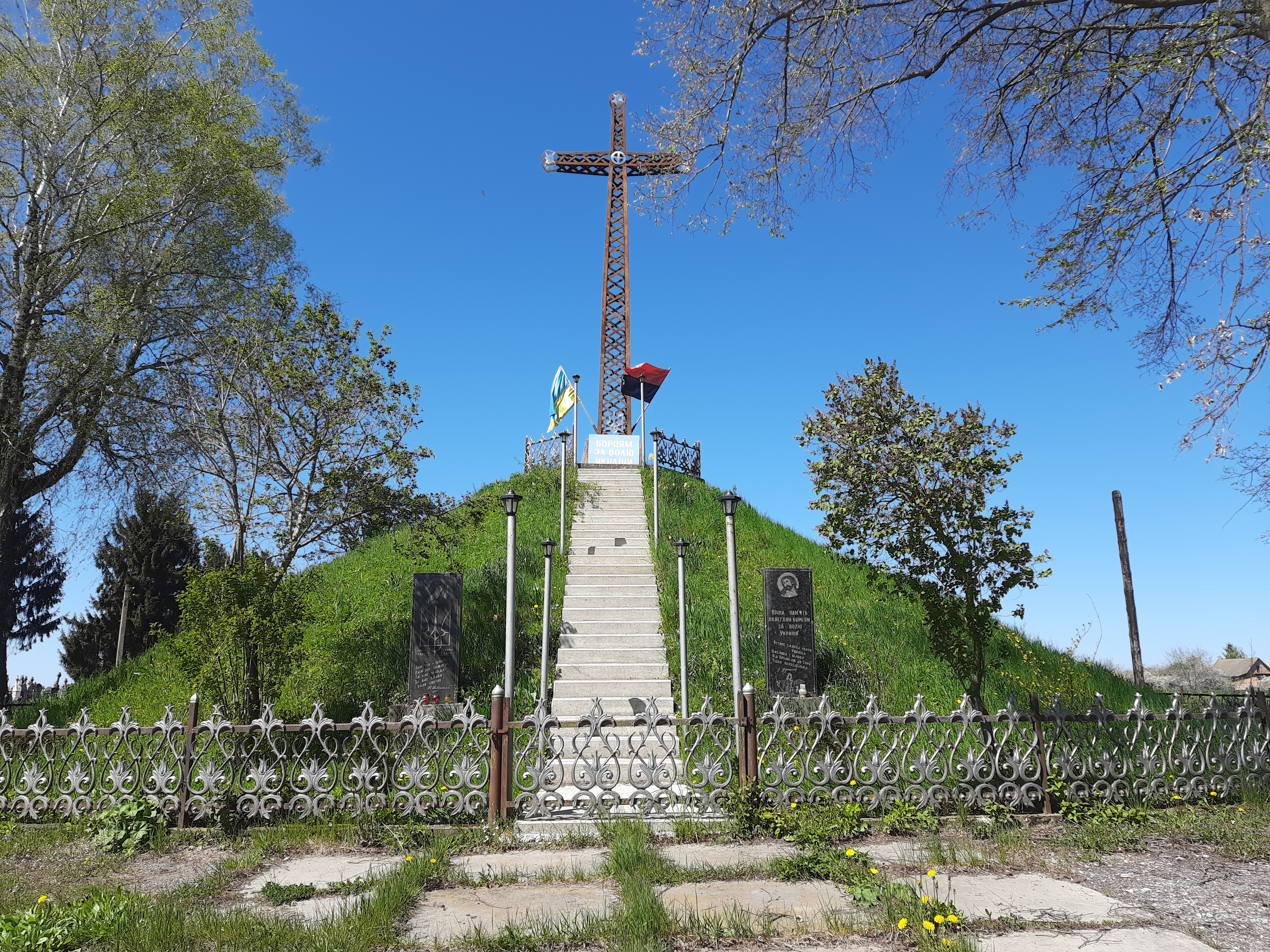
Символічна могила УСС і воякам УПА

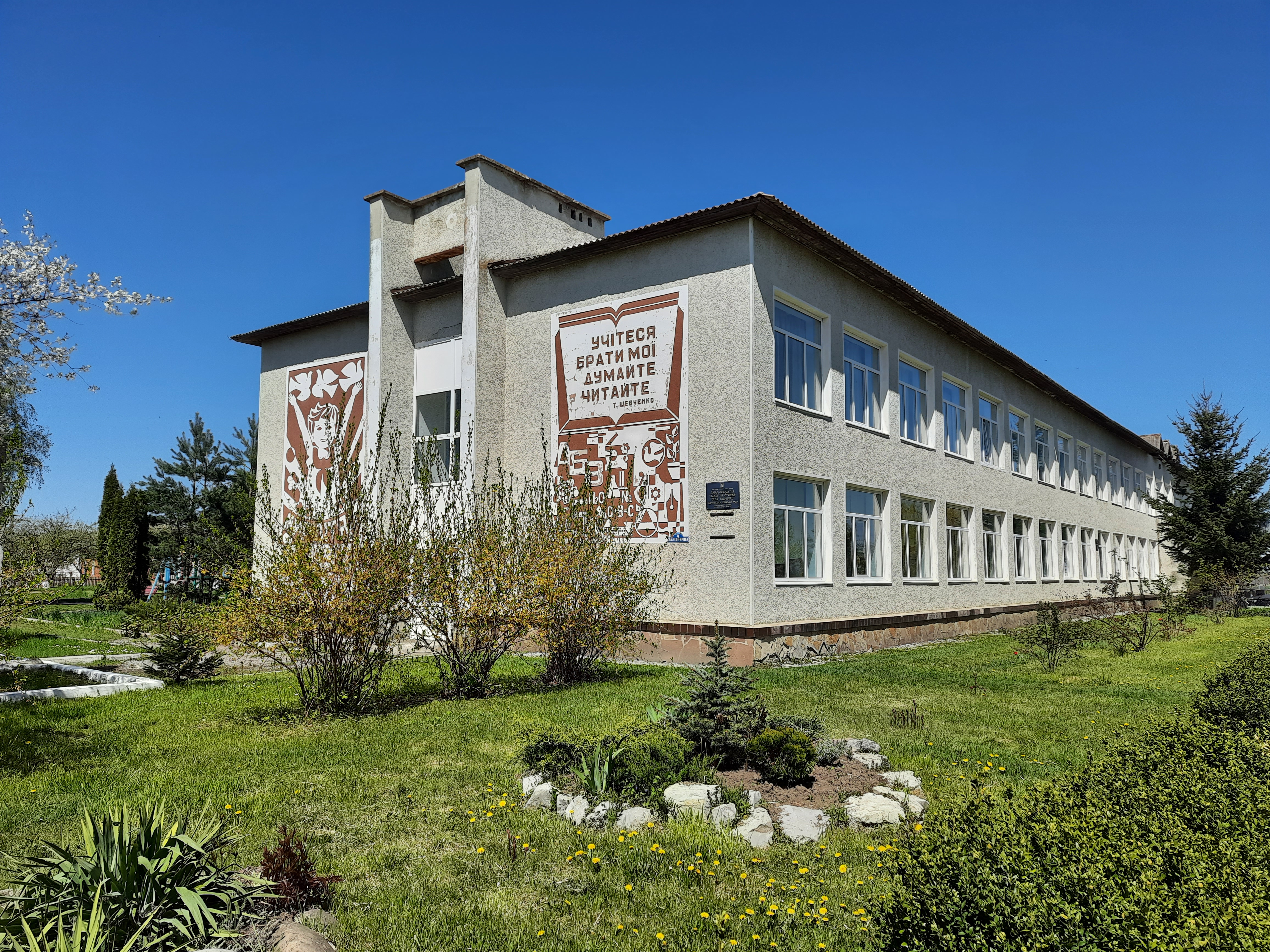
Школа

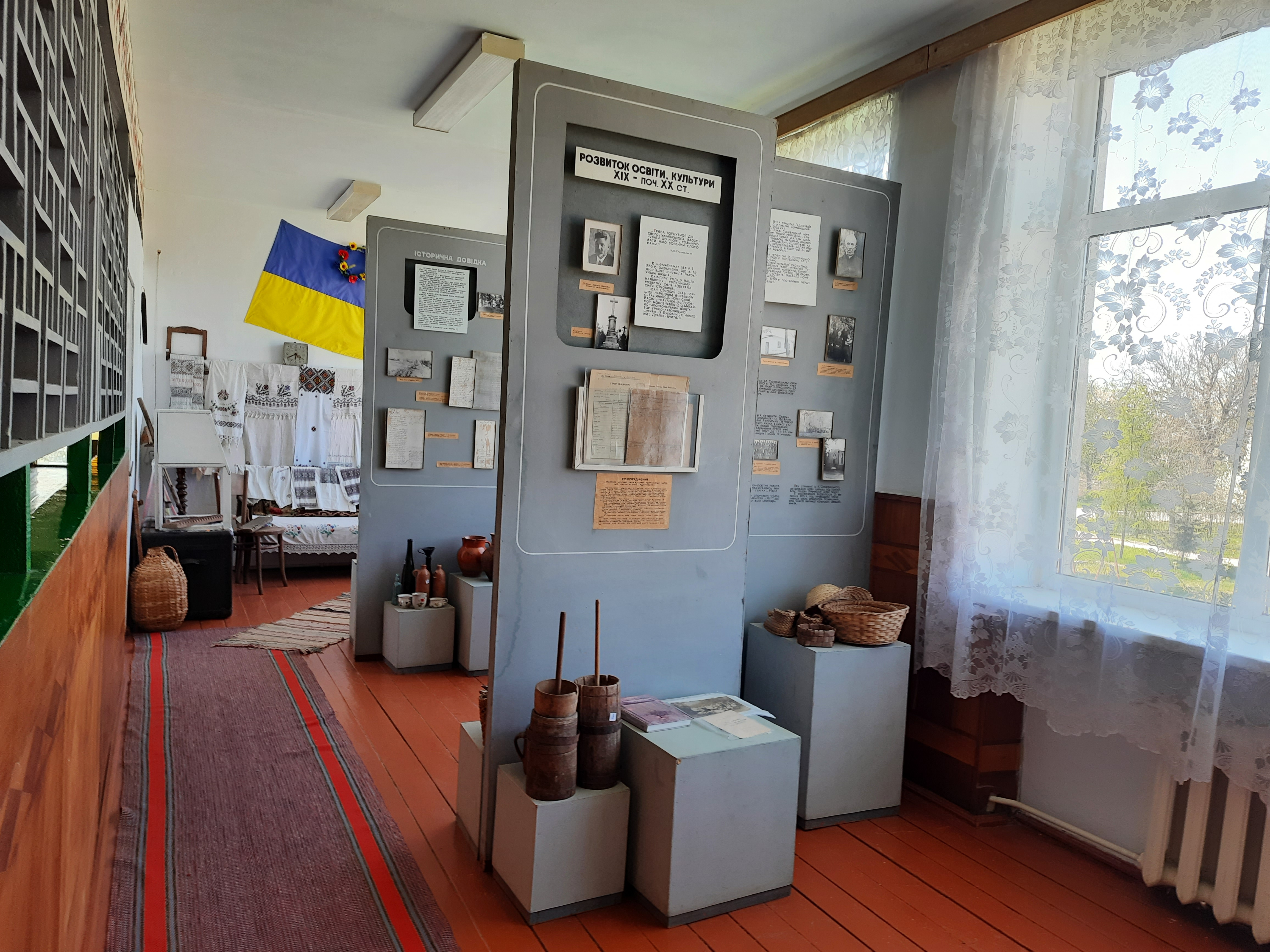
Музейна кімната історії села

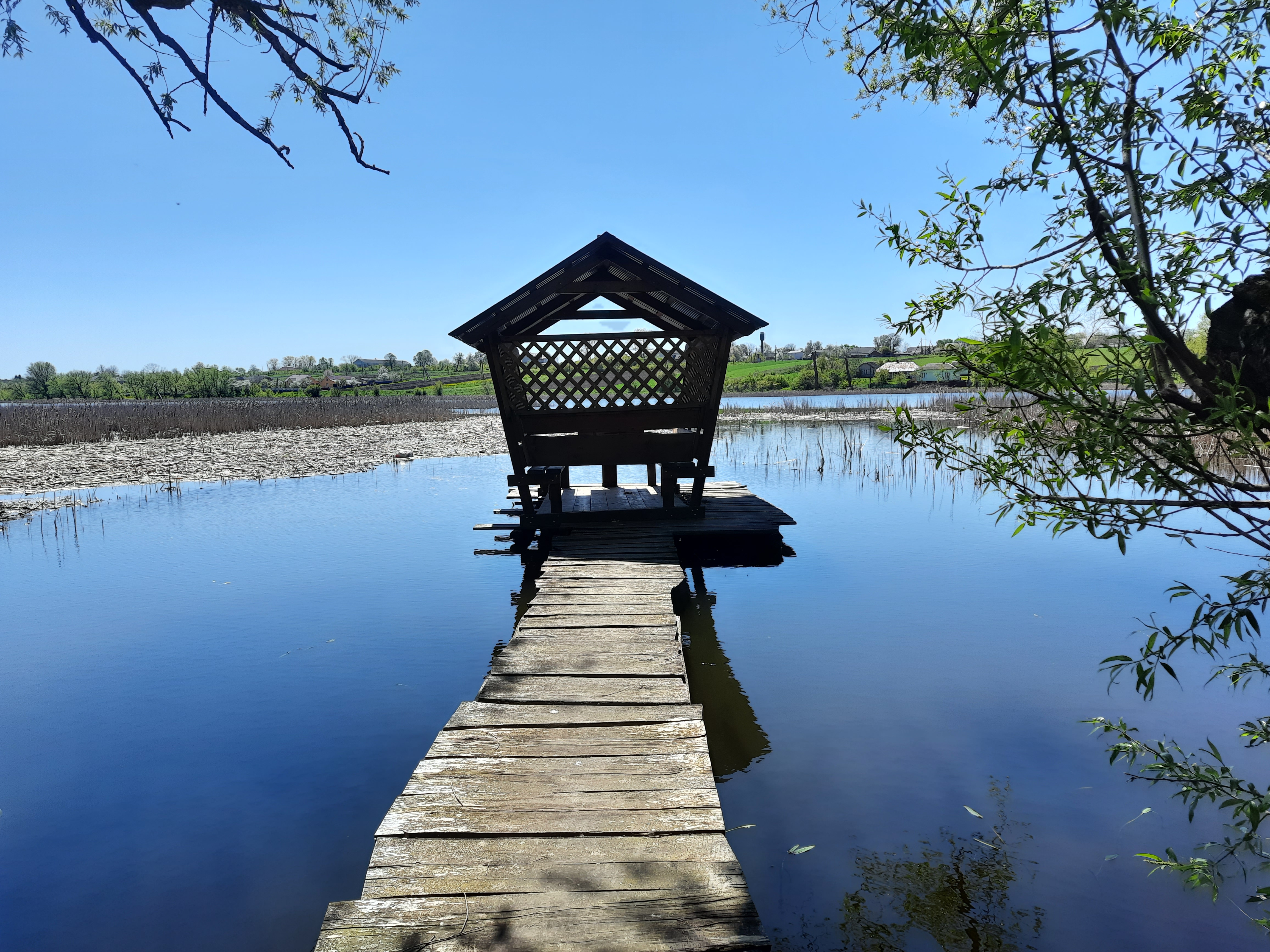
Став

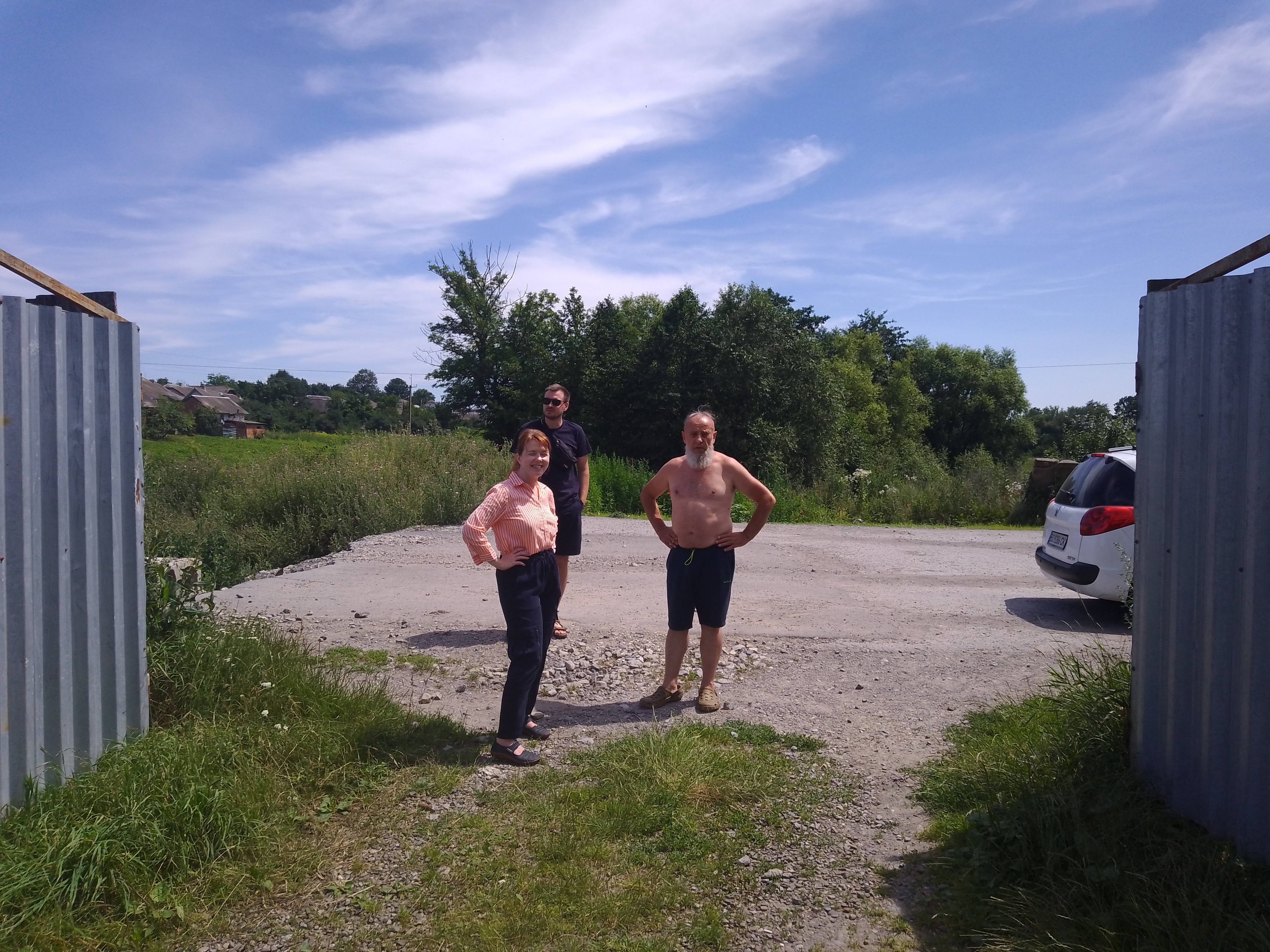
Зйомки документального фільму "Барс. Незакінчена справа"

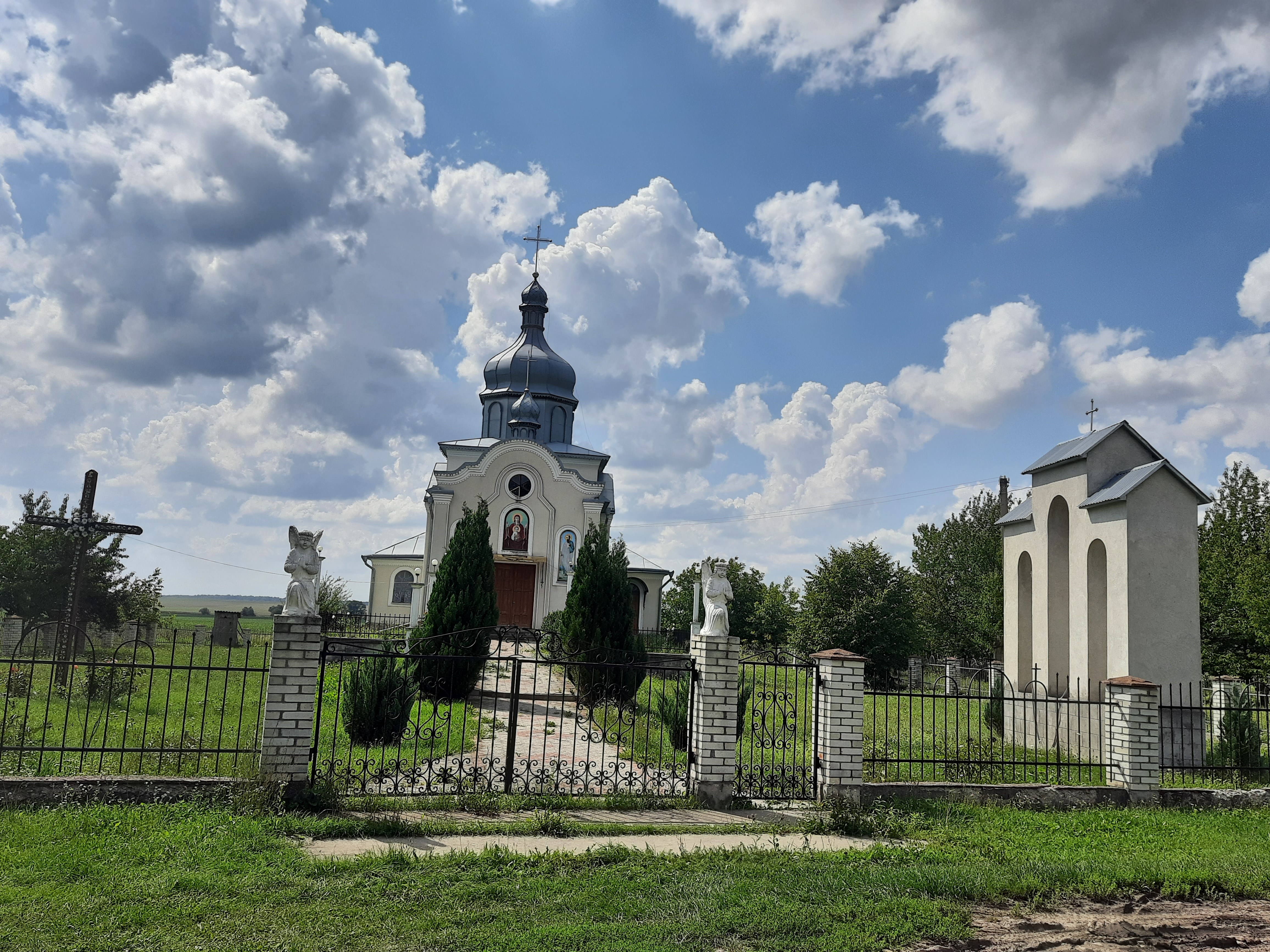
Петропавлівська церква, хутір Заремба

Гади́нківці (1964—1990 — Комсомольське) — село в Україні, у Копичинецькій міській громаді Чортківського району Тернопільської області. Адміністративний центр колишньої Гадинківської сільської ради. До складу Гадинківців входить хутір Заремба.

## Розташування
Розташоване на берегах р. Нічлавка (права притока витоку р. Нічлава, басейн р. Дністер), за 33 км від районного центру, залізнична станція на лінії Тернопіль–Чортків. Неподалік Гадинківців пролягли автошляхи: Тернопіль–Чернівці (5 км на північний захід) та Гусятин–Борщів (5 км на південний схід). Є став. Географічні координати: 490 02´ пн. ш. 250 56´ сх. д. Територія — 3,56 кв. км. Дворів — 449 (2014). Населення — 1031 особа (2014).

## Назва
Назва походить, імовірно, від слова «гад» (змія, гадюка, гадина); саме на гадюк у великій кількості можна було натрапити у минулому в даній місцевості; за іншою версією — від прізвища Гадик, Гадина.

## Історія

### Давні часи
Поблизу села знайдено скарб римських монет (2 ст. н. е.). 

### Середньовіччя, Новий Час
Перша відома згадка про село Гадинківці походить з львівських актових книг і датується 1491 роком, коли населений пункт належав Єлизаветі, сестрі Івана Караша з Обельниці, що вийшла заміж за Миколу Гербурта.
При укладанні податкового реєстру у 1564 році в Гадинківцях, що належали до Теребовельського повіту, замешкувало 11 платників податків і було чотири дворисадиби.
У податковому реєстрі 1578 року село Галицького повіту, власність Куропатвів, зазначене як зруйноване і спалене до тла татарськими загонами.
Податковий реєстр Кам'янецького еялету за 1681 рік описує стан села: «Село Гадинківці, неподалік від Чорткова, опущене. Водяний млин один зруйнований, стави два зруйновані, Шляхом оцінки вартість його 4500. Тому що згадане село є розташоване на границі, воно зареєстроване в демаркаційному протоколі як таке, що одночасно є у власності Речі Посполитої і Порти. Але ніхто про це не знає. 1681 року польський король Ян III Собєський вислав до підпаші Чорткова лист з вимогою повернути Гадинківці і Оришківці під польську владу, на що паша Кам’янця Ахмед дав згоду».
З львівських гродських книг відомо, що 1648 року село Гадинківці, яке тоді належало подільському хорунжому Александру Центнеру, мало виставити певне число вояків. Ймовірно, воно було дуже знищеним під час української Визвольної війни, бо 1667 року (повторно в 1668) до сейму поступила просьба послів про надання його воєводі брацлавському Янові на Потоці Потоцькому серед інших знищених і обезлюднених сіл в Коломийському і Теребовельському повітах.
У XVI ст. поселення — власність Андрія Копичинського та Георгія Чортковського. Село тоді було на межі Подільського і Руського воєводств. Протягом 1672–1699 рр. Гадинківці — прикордонний із Туреччиною населений пункт Польщі. Від 1767 р. село — власність В. Потоцького. Після 1-го поділу Речі Посполитої належало з 1772 р. до Австрії (Заліщицький циркул, із 1816 р. — Чортківський). Від 1775 р. Гадинківці — власність польських шляхтичів Цєлєцьких. Протягом 1863–1914 рр. село — Гусятинського повіту.
Шляхтич Мартин Чурило та його старший син Юрій були посідачами села.
Село також згадується за часів визвольної війни під проводом Богдана Хмельницького.
1680 року на підставі Журавненського договору спільна польсько-турецька комісія визначила кордони, за якими Гадинківці залишилися в складі Корони Польської.
1777 року маєтність Гадинківці у власниці Еви Потоцької з Каневських  (львівської старостини, вдови теребовельського старости Йоахіма Кароля Потоцького) за 50000 золотих ринських купив Вінцентій Потоцький.
1884 року відкрита Залізниця Станиславів — Гусятин зі станцією в селі.
У 1889—1892 pp. проводив археологічні розкопки Готфрид Оссовський.

### XX століття
Влітку 1902 р. успішно завершився на користь селян рільничий страйк на полях дідича Цєлєцького. 1908 р. — у селі відчувалися поштовхи землетрусу. У лютому 1912 р. сільська громада отримала перемогу у шкільному страйку (вересень 1911–січень 1912), замість поляка Владислава Крицького (кандидатура графа Голуховського) повітова шкільна рада призначила українця Петра Стиранку.
Після початку 1-ї світової війни 29 хлопців із с. Гадинківці стали добровольцями Леґіону УСС (четар Іван Винниченко (1891–1940), хорунжі Михайло Погорецький (1899–1964), Микола Костів (р. н. і см. невідомі) та ін. 19 серпня 1914 р. перед приходом російських військ у село, угорський кіннотник, який був висланий у розвідку, через незнання мови у паніці через артилерійську канонаду, що доносилась з Гусятина, застрелив вчителя біля приміщення уряду війта (за спогадами проф. Мих. Сонецького).
У листопаді 1918 р. проголошена влада ЗУНР. Значна частина молоді села воювала в УГА (11 чоловік не повернулася додому). За підтримку ЗУНР і УГА у селі осінню 1919 р. польські військові підрозділи провели пацифікацію (умиротворення). Кожний 10 житель Гадинківців був прилюдно битий; 10 найактивніших патріотів: (Василь Байрак, Петро Балик, Микола Венгер, Степан Ковальчук, Микола Козак, Степан Погерецький (син Михайло хорунжий УСС), Михайло Цвик разом із священником Климентом Соневицьким, його сином Володимиром і дяком Степаном Журбою заарештовано й запроторено у львівську тюрму Бригідки, де були закатовані В. Байрак, церковний маляр Теофіл Руманюк (р. н. невід.–1919). Восени 1920 р. в Гадинківцях встановлено польську владу.
Протягом 1921–1939 рр. село належало до Копичинецького повіту Тернопільського воєводства.
Підпільно діяв місцевий осередок ОУН — один із найактивніших у Копичинецькому повіті.
Весною 1933 р. молодь села взяла участь у Величному здвизі «Українська молодь Христові» у Львові, де на Святоюрській горі отримала благословення від митрополита УГКЦ Андрея Шептицького. Восени цього ж року в селі відбулась багатолюдна маніфестація проти голодомору на Наддніпрянській Україні.
Після 17 вересня 1939 р. у Гадинківцях встановлена радянська влада. Від січня 1940 р. до березня 1959 р. — село Пробіжнянського району. 20 місцевих активістів «Просвіти», «Лугу», членів ОУН заарештували органи НКВС; розстріляні в Чортківській та Уманській тюрмах у 1941 р. Мирон Байрак (р. н. невід.), Мирон Балик (р. н. невід.), Мирослав і Ярослав Боднаруки (р. н. невід.), Стефанія Брухаль (р. н. невід.), Ярослав Венза (р. н. невід.), Василь Дусан (р. н. невід.), Антон Заверуха (р. н. невід.), Антон (1917 р. н.), Микола
та їх батько Степан (р. н. невід.) Ковальчуки, Іван Козак (р. н. невід.), Микола Литвинюк (р. н. невід.), Клим Михайлюк (р. н. невід.), Павло Монастирський (1924 р. н.), Мирон Погорецький (р. н. невід.), Володимир (1900 р. н.) та Ярослав (1921 р. н.) Углярі, Клим (1900 р. н.) і Микола (1882 р. н.) Фірмани.
Із 7 липня 1941 р. до 23 березня 1944 р. Гадинківці — під нацистською окупацією. У 1942 р. німецьке гестапо розстріляло за підозрою у зв'язках з ОУН педагога Миколу Бабина.
В роки німецько-радянської війни до Червоної армії мобілізовано 310 чоловіків, 64 з них не повернулися додому.
За участь у національно-визвольній боротьбі та допомогу оунівському підпіллю заарештовано і засуджено до великих термінів ув’язнення 54 жителів села, майже всі їхні сім’ї депортовані у Сибір (з них померла на засланні у 1948 р. в Читинській області 85-річна їмость Марія Соневицька).
В УПА загинули: Ольга Бандура («Буря»; 1929–1949), Іван Боднарчук («Шрам»; 1919–1946), Василь Дочак («Левко»; 1919–1951), Омелян Захарчук (1928–1947), Григорій Ковальчук (1921– 1947), Василь Монастирський (1917–1948), Корній Стефанюк («Грім»; 1917–1949).
Від березня 1959 р. до травня 1963 р. село — Копичинецького району, згодом до січня 1965 р. — Чортківського, відтоді й 2020 — Гусятинського.
У ніч на 5 липня 2000 р. багато будинків у селі зруйновано внаслідок стихії.
З 30 липня 2018 р. у складі Копичинецької громади.
У 2019 село відвідав професор, Канзаського університету, піаніст Славомир Добжанський.
12 червня 2020 року, відповідно до розпорядження Кабінету Міністрів України № 724-р «Про визначення адміністративних центрів та затвердження територій територіальних громад Тернопільської області» увійшло до складу Копичинецької міської громади .
19 липня 2020 року, в результаті адміністративно-територіальної реформи та ліквідації Гусятинського району, село увійшло до складу новоутвореного Чортківського району.

## Політика

### Парламентські вибори, 2019
На позачергових парламентських виборах 2019 року у селі функціонувала окрема виборча дільниця № 610211, розташована у приміщенні школи.
Результати
- зареєстровано 712 виборців, явка 56,04%, найбільше голосів віддано за «Слугу народу» — 29,29%, за Радикальну партію Олега Ляшка — 18,94%, за Всеукраїнське об'єднання «Батьківщина» — 16,92%.[17] В одномандатному окрузі найбільше голосів отримав Микола Люшняк (самовисування) — 29,05%, за Ігоря Сопеля (Слуга народу) — 21,85%, за Володимира Бліхаря (Всеукраїнське об'єднання «Батьківщина») — 17,74%[18].

## Релігія
- церква Різдва Пресвятої Богородиці (1911; УГКЦ; реставрована 2002);
- каплиця Серця Ісуса (1926; РКЦ; нині використовується як будинок культури).

## Пам'ятники

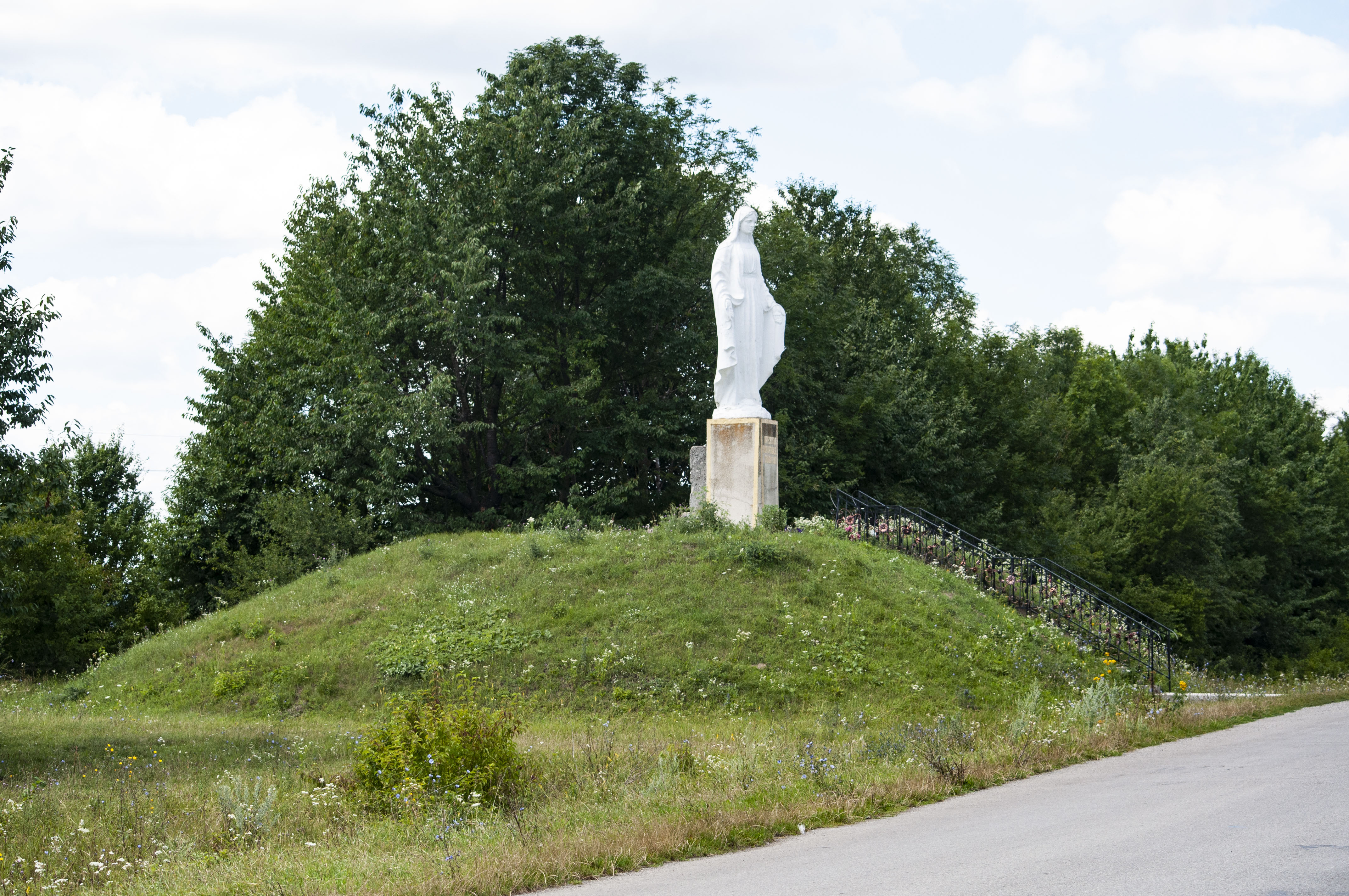
«Фіґура» Матері Божої на кургані середини XVI ст.

- «фіґура» Матері Божої (1993, скульптор Іван Мулярчук) на кургані середини XVI ст. (при дорозі з Гадинківців до с. Пробіжна Чортківського району),
- пам'ятник воїнам-односельцям, полеглим у німецько-радянській війні (1967),
- пам'ятник Василеві Сімовичу (1993, скульптор Іван Мулярчук, споруджений за кошти селянської спілки),
- насипана символічна могила УСС і воякам УПА (1990);
- пам'ятник єпископу УГКЦ Григорієві Хомишину (2009; скульптор Іван Мулярчук);
- встановлено
  - пам'ятний знак на честь скасування панщини
  - дві меморіальні дошки Г. Хомишину.

## Соціальна сфера
1884 р. на північно західній околиці Гадинківців прокладено залізницю від Чорткова до Гусятина й збудовано залізничну станцію за 2 км від села. 1885 р. в селі відкрито школу.
За душпастирювання у 1891–1928 рр. о. Климента Соневицького (1867–1928) закладено міцні основи українського національного життя села. Під час навчання у Львові він познайомився з Костем Левицьким (1859–1941), передплачував газету «Діло», був головою читальні, головував на вічах і на передвичорчих зборах. Дім Соневицьких був відомий своєю гостинністю, дружина о. Климента Марія (до шлюбу Авдиновська) опікувалась не заможними селянами, надавала їм необхідну допомогу у т. ч. медичну.
Наприкінці 19 ст. через село прокладено дорогу т. з. «цісарський шлях» із містечка Пробіжна (нині с. Чортківського р-ну) до залізничної станції Гадинківці.
Діяли філії товариств «Просвіта» (1909—1939), «Сокіл», «Луг», «Рідна школа», «Союз Українок» та инші.
1948 р. в Гадинківцях створено колгосп, який у середині 1960-х рр. приєднаний до колгоспу с. Котівка.
У 1991 р. після роз'єднання колгоспу в с. Гадинківці утворена селянська спілка «Мир», головою якої обрано Ярослава Угляра (нар. 1960). Під його керівництвом протягом кількох
років піднято на високий рівень рослинництво, побудовані господарські приміщення, оновлено тракторний парк. До села підведений газ, частково заасфальтовані вулиці, ефективно запрацював цегельний завод.
У 1993 році закладено фундамент під Будинок культури. У 1995 р. розпайовано землю між селянами, утворилися невеликі фермерські та одноосібні господарства.
Діють ЗОШ 1–3 ступенів (приміщення збудоване 1987), дитячий садочок, Будинок культури, клуб (вул. Підлісна), бібліотека, амбулаторія загальної практики та сімейної медицини, фельдшерський пункт (вул. Підлісна), відділення зв'язку, цегельний завод, пункт втормету, ковбасний цех, ПП Дерій О. В. (цех виробництва металопластикових вікон і дверей), торгові заклади. Є кімната-музей історії села.

### Музейна кімната історії села
Музейний заклад села, який засновано 1992, від 2005 — зразковий. Директор — Богдана Ухач.
На площі 58 м2 розташовано 430 експонатів, у т. ч. ті, що висвітлюють етнографічні особливості й побут місцевості, археологічні знахідки; давні документи, зокрема Йосифинські і
Францисканські метрики, маєтку Цєлєських, матеріали товариства «Просвіта», будівництва залізної станції у селі.
Частина експозиції присвячені відомим уродженцям села Б. Базиликуту, П. Липинському В. Сімовичу М. Соневицькому, Г. Хомишину.

## Відомі люди
Народилися
- Микола Бабин (р. н. невід.–1942) — учитель, член делегації Центральної Ради на мирних переговорах у Брест-Литовську в лютому 1918 р.
- Домка Бабій (1896–1983) — громадський діяч та меценат у Канаді.
- Богдан Базиликут (нар. 1938) — народний артист України, оперний співак, педагог.
- Григорій (педагог; 1896–1983), Дмитро, Іван (видавець, кооператор; 1911–1999), Михайло (меценат; 1900–р. см. невід.) і Павло (релігійний діяч; 1912–р. см. невід.) Байраки.
- Байрак Микола Михайлович (1884—1950) — педагог, старшина УГА.
- Іван-Борис Балик (1913–1989) — український історик церкви, чернець ЧСВВ.
- Євген Боднарук (1899–1965) — громадський діяч та меценат у Канаді.
- Іван Винниченко (1891–1940) — правник і громадсько-політичний діяч.
- Теодозій Дячок (1912–2001) — інженер-архітектор у США.
- Іван Заверуха (1881–1955) — священик, просвітній діяч, літератор.
- Євген Захарчук (1882–1938) — актор.
- Євстахій Зілинський (1900–1977) — громадський діяч та меценат у Канаді.
- Володимир Зілінський (1928–2006) — фолькльорист, краєзнавець, громадський діяч.
- Михайло Клемертович (1835–1903) — журналіст, письменник, видавець.
- Петро Липинський (1888–1975) — художник-іконописець у Канаді.
- Михайло Навроцький (1884–1937) — педагог, громадсько-політичний діяч, старшина УГА.
- Михайло Погорецький (1890–1964) — журналіст, редактор, громадсько-політичний діяч у Канаді.
- Василь Сімович (1880–1940) — мовознавець, педагог.
- Михайло Сімович (1869–1953) — священнослужитель, педагог.
- Михайло Соневицький (1892–1975) — професор УКУ в Римі, доктор філософії, дійсний член НТШ.
- Ігор Соневицький (1926–2006) — композитор, музикознавець, дійсний член Української Вільної Академії Наук у США.
- Микола Фірманюк — юрист, адвокат[20].
- Григорій Хомишин (1867–1947) — ректор Духовної семінарії у Львові, Станіславський єпископ УГКЦ.
- Пантелеймон Хомишин (нар. 1929) — заслужений учитель України.
- Олександра Янкович (нар. 1962) — викладач.

Проживали
- Іван Сімович (1834–1886) — учитель.
- Мирослав Січинський (1887–1979) — громадсько-політичний діяч, публіцист.

## У літературі
У 1974 р. видано спогади М. Соневицького, Є. Боднарука «Гадинківці, Спогади про село»; Т. 26 Історико-мемуарний збірник (Нью-Йорк, Торонто).